# Pyrolyse du bois

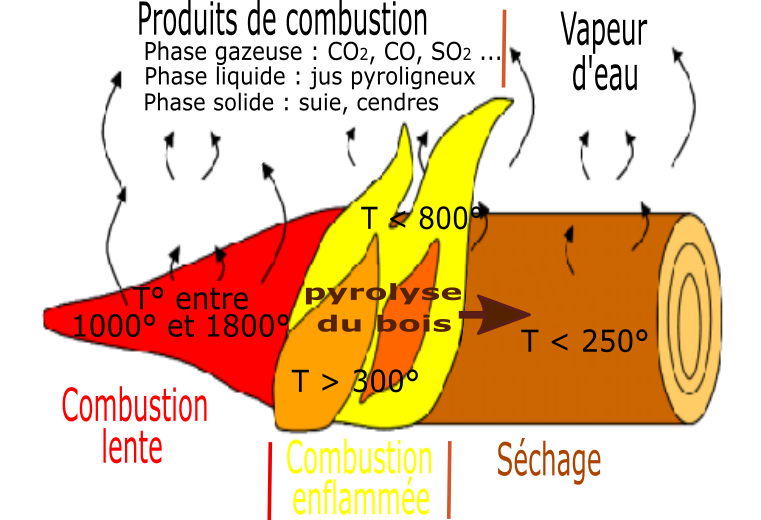
Schéma de combustion du bois : combustion vive avec flammes et combustion lente avec braises incandescentes.

La pyrolyse du bois, quelquefois appelée distillation, distillation sèche, distillation destructive ou carbonisation, consiste à chauffer fortement le bois sans apport d'oxygène afin d'y entretenir une combustion lente. Elle permet d'obtenir un résidu solide, le charbon de bois, ainsi que différentes fractions qui se condensant forment de l'acide pyroligneux, lequel se sépare par décantation en une couche aqueuse supérieure, le jus pyroligneux et une couche inférieure, les goudrons (dans la catégorie des feuillus le goudron de bouleau et dans celle des résineux, le goudron de pin par exemple).
Un gaz combustible (gaz de bois, gaz de résine) peut être aussi obtenu par pyrolyse. La résine, contenue principalement chez les résineux est finalement la seule substance qui puisse être à l'origine d'un véritable distillat.
Les opérations de pyrolyse du bois ont perdu de leur intérêt économique depuis l'exploitation des combustibles fossiles.

## Histoire
Les charbonniers et les goudronniers (appelés aussi faiseurs de poix, ou brûleurs) effectuaient cette pyrolyse en meule (Charcoal pile (en)) ou dans des fours spécialisés ; pour le goudron de pin (ou poix) dans un four à poix ou à goudron. De manière similaire, dans un four à cade on produisait l'huile de cade.
La pyrolyse du bois était une industrie importante avant l'avènement des combustibles fossiles à bon marché tels que la houille, le pétrole et le gaz naturel, elle constitue la phase initiale de la chimie du bois.

## Produits
Le charbon de bois obtenu dans la plupart des opérations de pyrolyse du bois sert pour le chauffage et, en cas de pénurie de pétrole, de matière première pour les gazogènes qui, par une nouvelle pyrolyse, le transforme en gaz pour alimenter des moteurs. De la même manière la pyrolyse du bois permettait de produire un gaz manufacturé au succès mitigé, le gaz de bois.
La pyrolyse des bois résineux permet d’obtenir différents goudrons qui consistent essentiellement en l'oléorésine des arbres altérée par le feux et mêlée de cendres ; lorsqu’appliquée au pin, le goudron de pin, employé pour le calfatage des navires, et dont l'importance économique allait de pair avec celle de la marine en bois. 
Du condensat de la pyrolyse du bois de feuillus (acide pyroligneux) pouvaient être récupéré un certain nombre de composés organiques volatils. L'acide acétique (vinaigre de bois); le méthanol et l'acétone étaient autrefois obtenus exclusivement par distillation du bois, d'où le nom d'« alcool de bois » ou « esprit-de-bois » donné couramment au méthanol. Le goudron végétal obtenu des feuillus est un condensat de couleur noir, substance chimique complexe contenant des composés phénoliques notamment du gaïacol. La distillation du bouleau permet d'obtenir le goudron de bouleau.
La pyrolyse du bois de fusain d'Europe ou de saule donne le fusain utilisé en dessin.
Le lévoglucosan est aussi formé par pyrolyse du bois.
Le biochar est un produit de la pyrolyse du bois.